# Рурський університет

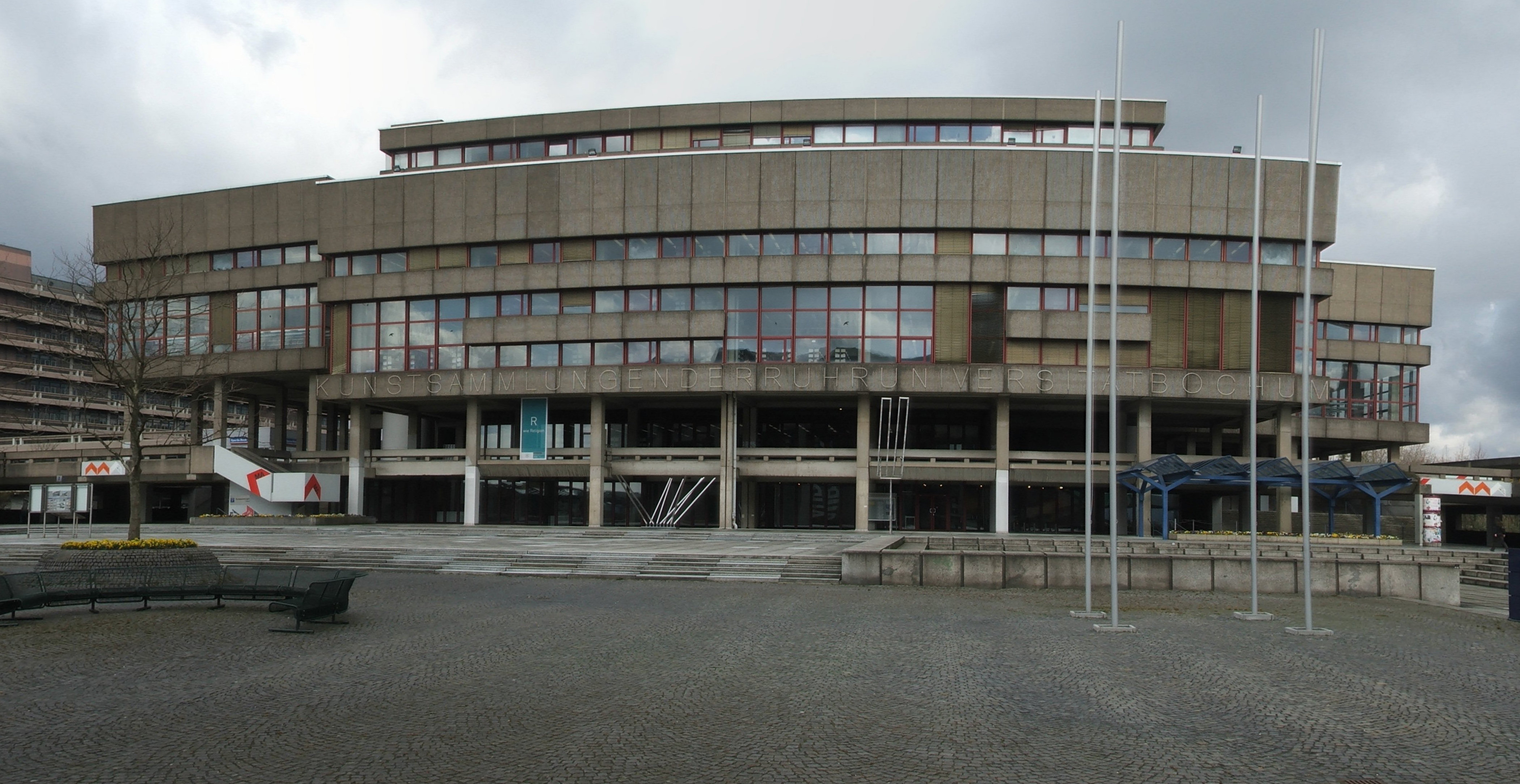
Будівля університетської бібліотеки

Рурський університет у Бохумі (нім. Ruhr-Universität Bochum, скор.RUB) — перший новий університет, що відкрився в післявоєнній Німеччини. Був заснований в 1962 році. Навчальний процес в університеті розпочався в 1965 році.
Університет одним з перших університетів ФРН ввів практику присвоєння стандартних ступенів бакалавра і магістра.
На січень 2007 року в університеті налічувалось 33 685 студентів і близько 4000 викладачів (400 професорів).
Університет входить до асоціації університетів Європи Утрехтська мережа.

## Факультети

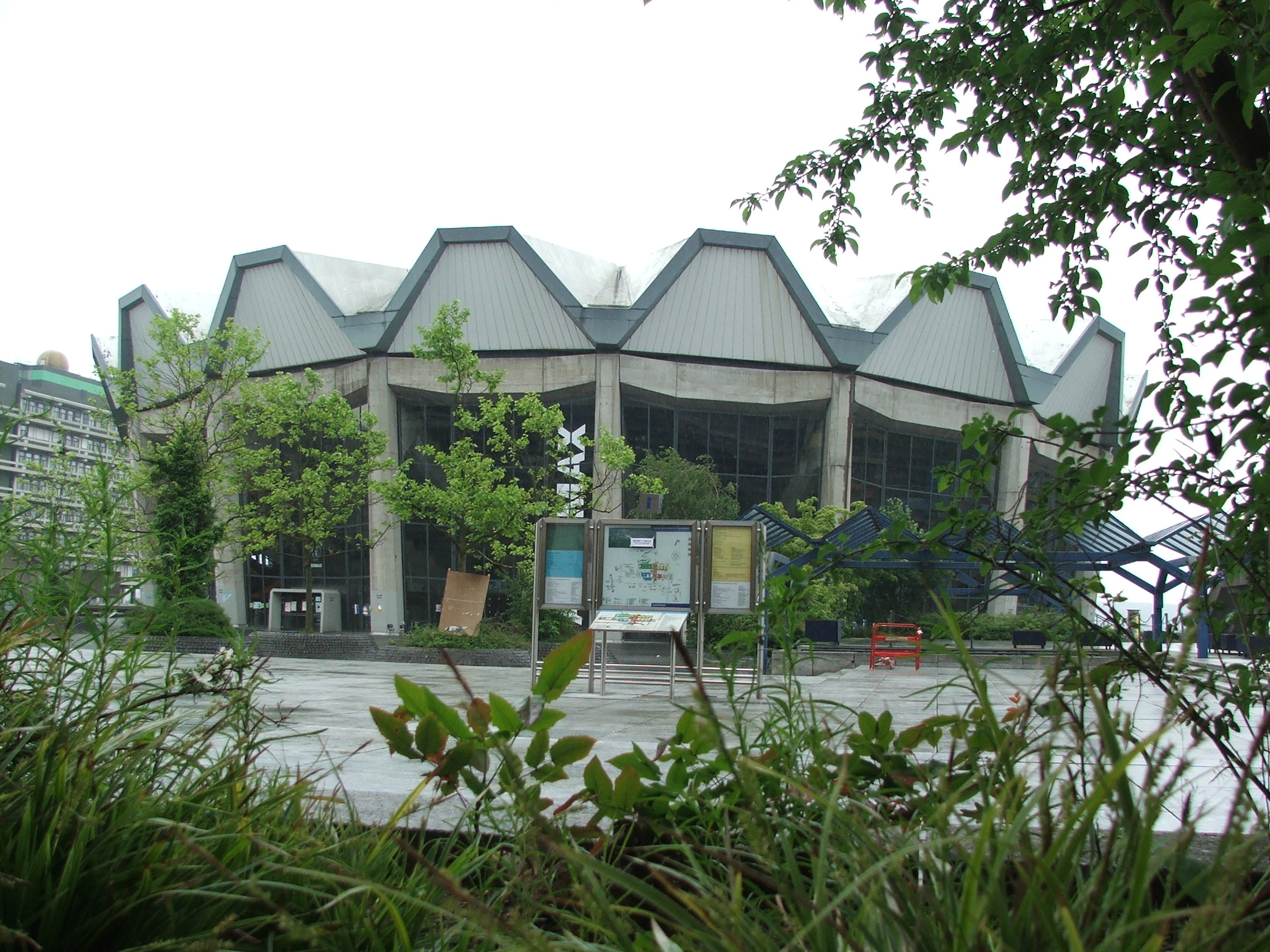
Аудиторія audimax

Усього в університеті 20 факультетів:
- Факультет біології та біотехнології
- Східноазійський факультет
- Факультет геології та географії
- Історичний факультет
- Математичний факультет
- Медичний факультет
- Механіко-інженерний факультет
- Факультет суспільних наук
- Психологічний факультет
- Будівельний факультет
- Факультет католицької теології
- Факультет протестантської теології
- Факультет фізики і астрономії
- Філологічний факультет
- Факультет фізкультури і спорту
- Факультет філософії, педагогіки та журналістики
- Факультет хімії і біохімії
- Економічний факультет
- Факультет електроніки та інформатики
- Юридичний факультет

Ведеться навчання англійською мовою.